# Distretto di Jinwan
Il distretto di Jinwan (金湾区S, Jīnwān QūP) è un distretto della Cina, situato nella provincia del Guangdong e amministrato dalla prefettura di Zhuhai.